# Accalathura borradailei
Accalathura borradailei är en kräftdjursart som först beskrevs av Stebbing 1904.  Accalathura borradailei ingår i släktet Accalathura och familjen Leptanthuridae. Inga underarter finns listade i Catalogue of Life.